# Aeropuerto General José Francisco Bermúdez
El Aeropuerto General José Francisco Bermúdez (IATA: CUP, OACI: SVCP), es un pequeño aeropuerto Venezolano ubicado en la ciudad de Carúpano,Estado Sucre . Cuenta con más de 70 años de historia aeronáutica. Se dice que inicialmente fue un terreno desprovisto de pista pavimentada en el que las aeronaves tenían facilidades para aterrizar debido a que, con relación a la topografía de la zona, ese era un terreno "plano". Luego, con el interés de aerolíneas como Avensa se delineó una pequeña pista de aterrizaje que contó inicialmente con 1300 metros y se dejó limpio otro pequeño espacio de 700 metros que podía ser utilizado si era necesario.
Más tarde fue deshabilitado ese espacio de 700 m, y se pavimentó la pista principal llevándola a 2000 metros con 40 m de ancho, estableciendo así el Aeropuerto Nacional General José Francisco Bermúdez contando con un pequeño terminal que para la época satisfacía las necesidades de los usuarios.
Luego, tras el auge de los aviones a reacción, se reacondicionó la pista llevándola a la actual pista de 2100 m de largo por 45 m de ancho, que conforman la pista 17/35 con una resistencia que permite aeronaves medianas (DC 9, Boeing 737, Airbus 319).

## Abandono
Lentamente el aeropuerto entró en un abandono, que consecuentemente causó su deterioro, debido a la falta de atención por parte las autoridades estatales. Pasó de ser un aeropuerto con más de ocho vuelos nacionales a un aeródromo destinado a vuelos utilitarios.

## Militarización
Tras una visita por parte del mandatario nacional fue tomado militarmente el 10 de noviembre de 2008 debido a que por el estado de abandono se prestaba a actividades irregulares. Para el momento de la toma, la maleza que rodeaba la pista de aterrizaje era de al menos 1,5 m de altura, y la terminal no tenía puertas. La torre de control tenía todos los vidrios rotos, y el sistema utilizado para el control era obsoleto. Lo único que funcionaba correctamente era la estación NDB (CUP 270). Inmediatamente después de la toma fue desmalezado y fueron colocadas balizas en la pista y rampa.

## División Costa Afuera
PDVSA División Costa Afuera se ha interesado en el aeropuerto por su importancia en el transporte de personal de trabajo, por lo que ha iniciado un proyecto de remodelación y modernización del mismo.

## Actualidad
Actualmente, algunas aerolíneas de vuelos chárters hacen vuelos a Porlamar, y la única aerolínea con vuelos regulares es Albatros Airlines con vuelos hacia Porlamar. También operan helicópteros y aeronaves privadas.
- En la actualidad el aeropuerto se encuentra reinaugurado y tiene vuelos de la línea sasca a porlamar.

## Aerolíneas y destinos
- Albatros Airlines
  - Caracas, Distrito Capital / Aeropuerto Internacional de Maiquetia Simón Bolívar (Estacional)
  - Porlamar, Nueva Esparta / Aeropuerto Internacional del Caribe Santiago Mariño (Chárter)

- Sasca (Vuelos Chárters)
  - Porlamar, Nueva Esparta / Aeropuerto Internacional del Caribe Santiago Mariño

- Conviasa
  - Caracas, Distrito Capital / Aeropuerto Internacional de Maiquetia Simón Bolívar (Próximamente)
  - Porlamar, Nueva Esparta / Aeropuerto Internacional del Caribe Santiago Mariño (Próximamente)
  - Puerto Ordaz, Bolívar / Aeropuerto Internacional Manuel Piar (Próximamente)

- Airway Services & Support (Vuelos Chárters)
  - Porlamar, Nueva Esparta / Aeropuerto Internacional del Caribe Santiago Mariño (Próximamente)

## Aeronaves
- Venezuela
  - Avior Regional F50
  - Albatros Airlines E120 / C208
  - Conviasa E190
  - SASCA J31

- Datos: Q1322156